# ماتيو ترفيسان
ماتيو ترفيسان (بالإيطالية: Matteo Trevisan)‏ مواليد 13 أغسطس 1989 في فلورنسا، هو لاعب كرة مضرب إيطالي يلعب باليد اليمنى. أعلى تصنيف له في الفردي كان المركز الـ 267 في سنة 2010. أعلى تصنيف له في الزوجي كان المركز الـ 380 في سنة 2011.

## روابط خارجية
- ماتيو ترفيسان على موقع رابطة محترفي التنس (الإنجليزية)
- ماتيو ترفيسان على موقع الاتحاد الدولي لكرة المضرب (الإنجليزية)
- ماتيو ترفيسان على موقع خلاصة التنس.كوم (الإنجليزية)
- ماتيو ترفيسان على موقع إي إس بي إن.كوم (الإنجليزية)